# Schaubergwerk Hochfeld

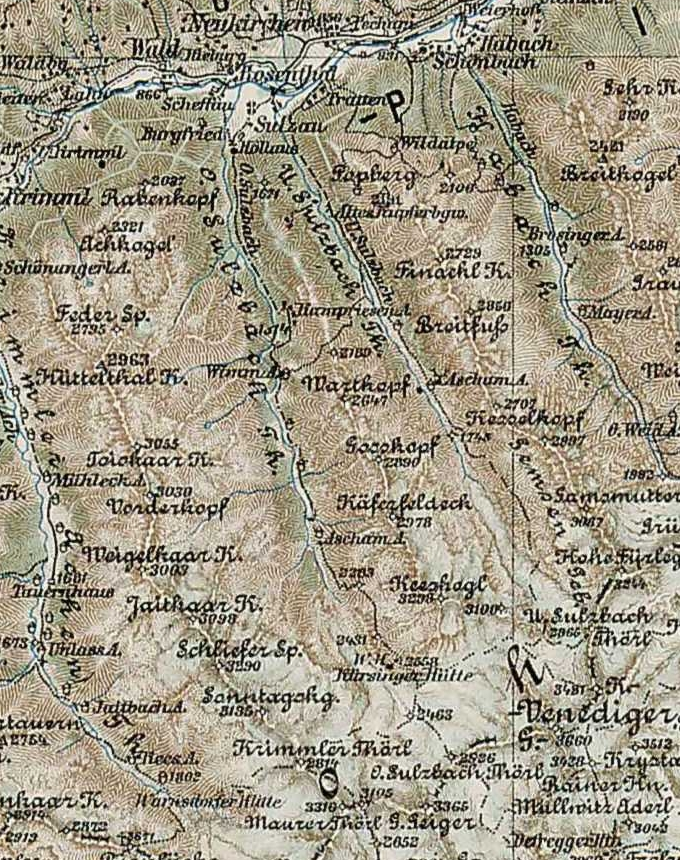
Lage des Bergwerkes auf Bruneck - 30-47 - O.+U. Sulzbach Th

Das Schaubergwerk Hochfeld ist ein Schaubergwerk in der Marktgemeinde Neukirchen am Großvenediger im Untersulzbachtal im österreichischen Bundesland Salzburg. 

## Geschichte
Obwohl bereits 1525 der Kupfererzbergbau im Untersulzbachtal erstmals schriftlich erwähnt wurde, findet man erst 1537 die Bezeichnung Hochfeld. Die geförderte Qualität des Erzes war gut, aber mengenmäßig gering. Ober Tag gab es schon Pochwerke, Bergschmiede und Bergstuben. 
Mit Unterbrechungen arbeiteten im Untersulzbachtal verschiedene Gewerke, darunter befanden sich auch Augsburger Kaufleute. 1745 vernichtete ein Großfeuer die Taggebäude, 1761 wurden Gebäude durch ein Hochwasser weggerissen und Transportstrecken zerstört. 
Der Mühlbacher Bergbau konnte aufgrund seiner hohen Gewinne nach 1780 in den Kupfererzbergbau am Hochfeld durch neue Erschließungsarbeiten investieren und brachte Hochfeld zur Hochblüte. Die Jahresförderung betrug bis zu 25 t Kupfer. 1758 befanden sich bereits 8/9 Anteile des Reviers im Besitz des Fürsterzbischofs von Salzburg, der dann 1781 auch das letzte Neuntel übernahm. 1805 fielen alle Bergwerksanlagen an Österreich, 1810 für kurze Zeit an Bayern und hieß "Königlich-Bayerischer Kupfer Bergbau Untersulzbach". 
Der unrentabel gewordene Bergbau wurde 1855 noch von einem Privatmann übernommen, zwei Jahre später aber geschlossen. Noch zwei Mal versuchte man eine rentable Kupfergewinnung in Hochfeld: von 1909 bis 1928 und 1946 bis 1954. Dann wurde der Kupfererzbergbau endgültig eingestellt.

## Die Entstehung des Schaubergwerkes
1982 befuhr Hans Lerch mit einer Gruppe von Bergbauinteressierten in den St.-Martin-Stollen ein. Lerch erkundigte sich bei der Berghauptmannschaft Salzburg, ob  dieser Stollen für einen Besucherbetrieb geeignet sei. Ein Beamter der Berghauptmannschaft befuhr den Stollen und stellte fest, dass in berg- und sicherheitstechnischer Hinsicht Besucher zugelassen werden könnten, sofern bestimmte Sicherungsmaßnahmen sachkundig durchgeführt würden. Im Jänner 1985 wurde als Trägerverein für die Nationalparkaktivitäten in Neukirchen am Großvenediger das "Zukunftskollegium Nationalpark Hohe Tauern Neukirchen gegründet". Das Zukunftskollegium befasste sich mit dem Ausbau des Samerhofstalls zu einem Informationszentrum und  mit dem historischen Bergbau im Untersulzbachtal. Am 3. Juli 1986 wurden in Absprache zwischen dem Zukunftskollegium, der Gemeinde Neukirchen am Großvenediger, der Nationalparkverwaltung und dem Naturhistorischen Museum in Wien konkrete Maßnahmen zur Anlage eines Geolehrpfades unter Einbeziehung der Knappenwand, der Blauwand-Stollen und dem historischen Kupferbergbau Hochfeld beschlossen.

## Projektierung
Im Dezember 1986 legte Robert Seemann eine Projektbeschreibung vor. 1987 kam die Genehmigung durch die Österreichischen Bundesforste mit der Auflage, dass vor Beginn der Bautätigkeit ein Pachtvertrag abgeschlossen werden musste, der aber erst fünf Jahre später zustande kam. Im August 1987 genehmigte die Bezirkshauptmannschaft Zell am See die Ausrichtung des St.-Martin-Stollens, die Errichtung einer Hängebrücke und die Vorarbeiten zur Aufgewältigung des Hieronymus-Erbstollens. Es wurde mit der Suche nach dem verschütteten Mundloch Stollens begonnen, Die Ingenieure Hans Lerch und Hans Struber begannen mit der Planung der Hängebrücke, die zum Mundloch des St.-Martin-Stollen führen sollte. Das Mundloch des Hieronymus-Erbstollen wurde besser zugänglich gemacht und der stark verbrochene vordere Stollenabschnitt mit einer Trockenmauerung und einer Stahlbetondecke gesichert. 
1989 wurde der Hieronymus-Erbstollen entwässert und das Stollenwasser in den Untersulzbach eingeleitet. Arbeiter des Vereines Arbeit und Umwelt, ein soziales Arbeitsprojekt zur Beschäftigung und Wiedereingliederung von Langzeitarbeitslosen in den Arbeitsmarkt, begannen mit der sich schwierig gestaltenden Ausräumung und Auszimmerung des Stollens. Diese Arbeiten mussten mangels fachlicher Qualifikationen der Arbeiter eingestellt werden.
Stattdessen wandte man sich dem St.-Martin-Stollen und dem Aufbau der alten Bergschmiede zu. Unter Mithilfe der Wildbach- und Lawinenverbauung wurde eine Materialseilbahn von der Forststraße zur alten Bergschmiede errichtet. Parallel dazu begann Dr. Seemann mit seinen Mitarbeitern die alten Baue am Mundloch des St. Martin-Stollen geologisch-petrografisch zu begutachten und nach historischen Fundstücken zu suchen. Die aufgefundenen Kienspäne und ein altes Brett ließ er am Institut für Radiumforschung und Kernphysik in Wien untersuchen. Für die Kienspäne konnte eine Herkunftszeit zwischen 1440 und 1630, für das Brett von 1640 bis 1680 festgestellt werden. Noch im Herbst des Jahres begann man auch mit dem Bau der Hängebrücke.

## Aufschwung
1990 begann man mit der Aufgewältigung des Stollens. Alte Zimmerungen mussten herausgerissen und durch neue ersetzt werden. Im „händischen Triebverfahren“ tastete man sich langsam voran. Wegen des steigenden Bergdruckes musste alle 80 cm ein Türstock gesetzt werden. Wegen der immer schwieriger werdenden Situation im Hieronymus-Erbstollen, in dem große schwere Verbrüche das Weiterkommen behinderten, mussten die Arbeiten eingestellt werden. 
Nun begann man mit der Zimmerung im St.-Martin-Stollen. 1991 wurden die Arbeiten am Hieronymus-Erbstollen wieder aufgenommen. Die Situation blieb schwierig und täglich mussten mehrere Kubikmeter mit dem Schubkarren aufgefördert werden. Ein großer Felsen musste mühsam durch Anbohren und Keilsetzen zerkleinert und stückweise hinausgeschafft werden, da eine Sprengung zu gefährlich erschien. Eindringendes Wasser erschwerte das Arbeiten, eine größere Wasseransammlung wurde vorsichtig abgeleitet, um eine alles niederreißende Flutwelle zu vermeiden. Länger anhaltende Regenfälle behinderten erneut die Weiterarbeit.
Am 18. Juni waren die Arbeiter 62 Meter tief vorgedrungen, im September war der Stollen auf 90 m aufgewältigt. Die Situation blieb aber schwierig und an manchen Tagen gelang nur ein Fortschritt von 50 cm. Im November mussten die Arbeiten wegen der Witterung eingestellt werden. Man stand zu diesem Zeitpunkt 96 m tief im Berg.

## Durchbruch und Eröffnung
Im März 1992 setzte man die Arbeiten fort und hatte gleich mit einem noch stärkeren Bergdruck zu tun. Zur selben Zeit arbeitete man auch am Knappensteig weiter. Auch diese Arbeiten im Steilgelände waren mühsam und schwierig. Anfang Juni waren die Arbeiter 130 Meter in den Stollen vorgedrungen, aber der gewachsenen Fels  war noch immer nicht zu sehen.
1992 erhielt die Vereinsleitung die amtliche Genehmigung der Bezirkshauptmannschaft zur Errichtung des Besuchersteiges zur Epidotfundstelle Knappenwand. 
Am 25. Juni reichte der gewachsene Fels schließlich bis zur Firste und die gehauene Rundung eines festen Stollens zeichnete sich ab. Der Durchbruch in den Stollen war nach einem Jahr und viereinhalb Monaten gelungen. Die restliche Säuberung des Stollens war vergleichsweise einfach. Man schaffte den letzten Hangschutt und alte verfaulte Pfosten und Gleisschwellen hinaus. Die nötigen Zimmerungen wurden gesetzt und ein Stromkabel eingezogen. Am 2. Juli 1992 fand die Durchschlagsfeier statt. Mitte Juli waren alle Restarbeiten erledigt. Am 23. Juli 1992 konnte der Hieronymus-Morgenstollflügel erstmals wieder befahren werden.
In den Folgejahren wurden die geplanten Arbeiten bis zur Fertigstellung des Schaubergwerkes durchgeführt.
Von 1986 bis 1996 dauerte der Umbau in ein Schaubergwerk. 1.200 Meter des über vier Kilometer langen Stollen- und Schachtsystems wurden für den Besucherbetrieb zugänglich gemacht. 2013 wurde das Schaubergwerk vom Nationalpark Hohe Tauern geschlossen. Als Gründe wurden stark sinkende Besucherzahlen, dramatisch steigende Unterhaltskosten und die Unvereinbarkeit mit dem Gesamtkonzept des Nationalparks angeführt. Der Nationalpark hat stattdessen im August 2013 nebenan einen Geo-Lehrweg eröffnet, an dessen Ende der 133 Meter lange Martin-Stollen begehbar ist. Er bietet aber nur einen Einblick in die Geologie, nicht in den historischen Abbau. 
Derzeit ist das Schaubergwerk jedoch in den Sommermonaten im Rahmen von Führungen wieder zugänglich.